# Fléac
Fléac é uma comuna francesa na região administrativa da Nova Aquitânia, no departamento de Charente. Estende-se por uma área de 12,6 km². Em 2010 a comuna tinha 3 875 habitantes (densidade: 307,5 hab./km²).